# Graschach
Graschach ist eine Ortschaft und eine Katastralgemeinde der österreichischen Gemeinde Sankt Martin im Sulmtal im Bezirk Deutschlandsberg in der Steiermark.
Graschach liegt im Norden der Gemeinde und ist mit 5,77 km² die flächenmäßig größte Katastralgemeinde der Gemeinde. Am 1. Jänner 2024 zählte die Ortschaft 116 Einwohner.